# آچار فرانسه

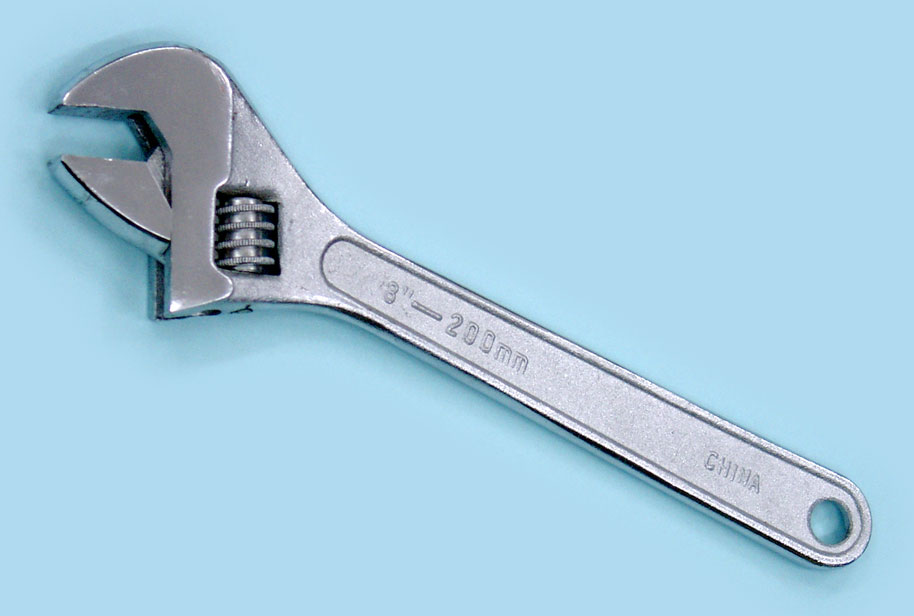
آچار فرانسه

آچار فرانسه یا آچار تنظیم‌پذیر نوعی آچار با اندازهٔ دهانهٔ متغیر است که به مهره‌ها یا پیچ‌های شش گوش یا چهارگوش می‌خورد. این آچار دارای دو فک یکی ثابت و دیگری متحرک می‌باشد که فک متحرک آن با چرخاندن یک پیچ در وسط، به فک ثابت نزدیک و دور شده و در نتیجه قابلیت تطبیق با مهره‌های مختلف را پیدا می‌کند.
این ابزار در سال ۱۸۴۲ توسط ریچارد کلابرن مهندس انگلیسی اختراع شد و از این رو در بسیاری از کشورهای اروپایی (مثل فرانسه، آلمان، اسپانیا و ایتالیا) «آچار انگلیسی» نامیده می‌شود. در بعضی کشورها مانند دانمارک یا اسرائیل به آن «آچار سوئدی» می‌گویند؛ چرا که نخستین بار جان پتر جانسون در سال ۱۸۹۱ با بهبود در طراحی این آچار آن را به نام خود ثبت نمود. «آچار جانسون» نمونهٔ تکامل یافته‌تری از آچار اولیهٔ کلابرن بود. در بعضی کشورها (مانند ایران، لهستان، مجارستان، اسلوونی و رومانی) نیز آن را آچار فرانسه می‌گویند.

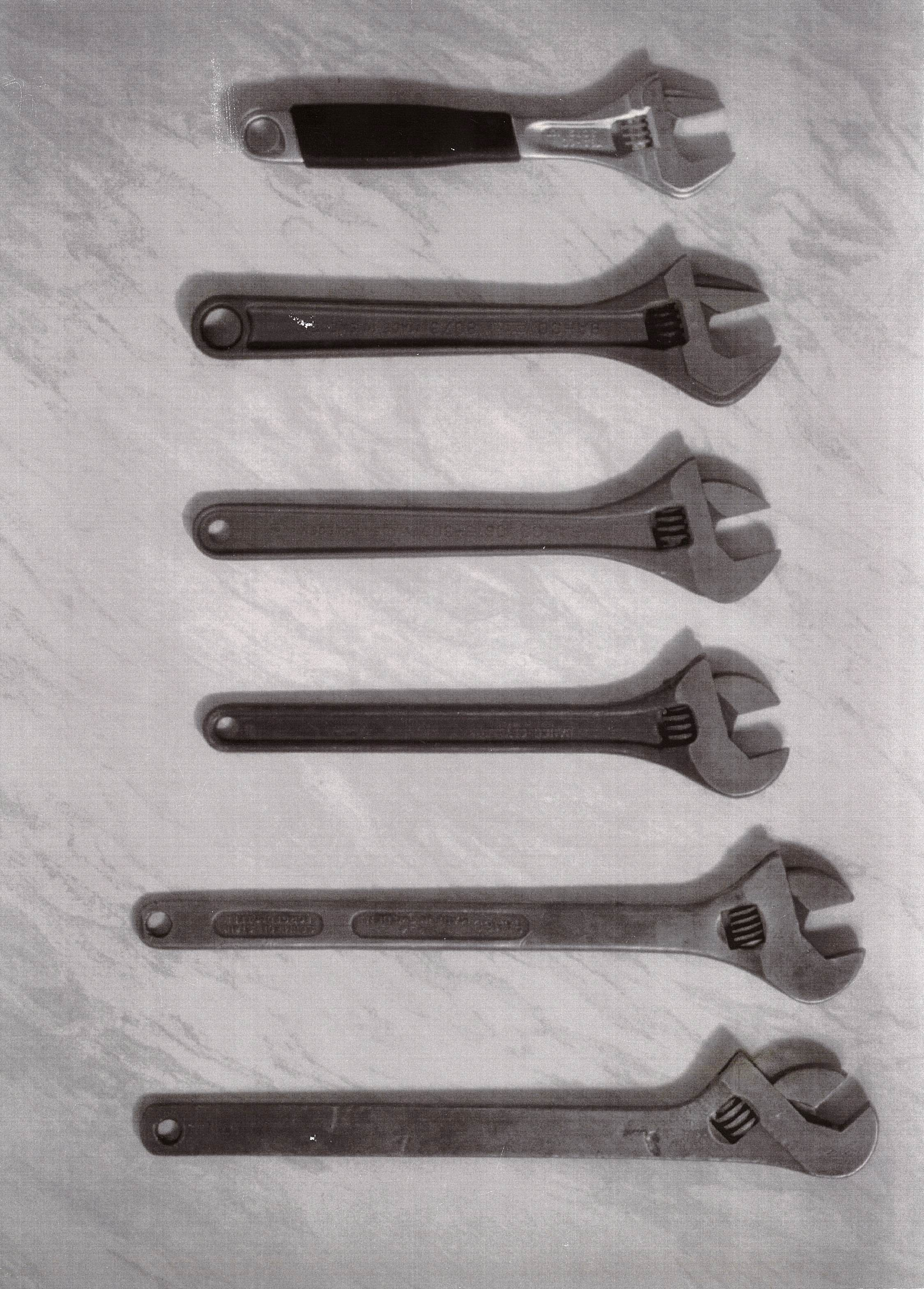
از پایین: ۱- اولین آچار فرانسه سال ۱۸۹۲ ۲- آچار فرانسه سال ۱۹۱۰ با دسته اصلاح شده ۳- آچار فرانسه سال ۱۹۱۴ ۴- آچار فرانسه سال ۱۹۵۴ با دسته اصلاح شده و زاویه فک جدید ۱۵ درجه ۵- آچار فرانسه سال ۱۹۸۴ با اولین دسته اِرگو ۶- نسخه امروزین آچار فرانسه با دسته اِرگو

## نگارخانه

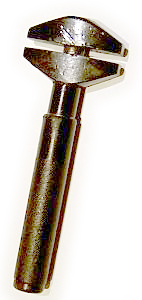
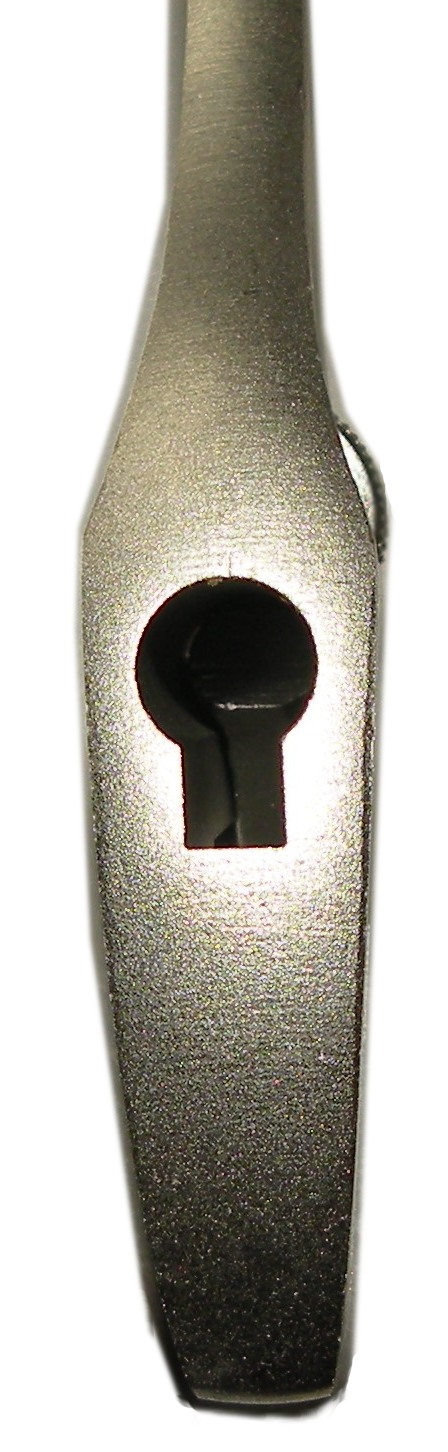